# 刘乔英
刘乔英（1962年—），贵州平坝人，布依族，中华人民共和国政治人物、第十二届全国人民代表大会贵州地区代表。
毕业于贵州省委党校党政专业。加入中国共产党。担任贵州省平坝县高峰镇麻郎村党支部书记。2008年起担任全国人大代表。2013年，担任全国人大代表。